# 신석정
신석정(辛夕汀, 1907년 7월 7일(음력) ~ 1974년 7월 6일)은 한국의 시인이다.

## 생애
본명은 석정(錫正)이며, 아호는 석정(夕汀)이다. 전라북도 부안군 부안읍 선은동에서 태어났다. 동국대학교의 전신인 불교전문강원(佛敎專門講院) 국어국문학과에서 수학했다. 1931년 《시문학》 3호부터 동인으로 참여하면서 작품활동을 본격화, 그해에 《선물》 《그 꿈을 깨우면 어떻게 할까요》 등을 발표했고, 계속 《나의 꿈을 엿보시겠읍니까》 《봄의 유혹》 《어느 작은 풍경》 등 목가적인 서정시를 발표하여 독보적인 위치를 굳혔다. 8 ·15광복 후에는 시작(詩作)과 후진양성에 전념했다.

## 작품 성격
전형적인 자연 시인이라 불리는 그의 작품은 심화된 자연숭배의 사상이 짙고 특히 산을 즐기고 산에서 배우며, 산을 사유하면서 자연을 노래한, 소박하고 간결한 형식이 많았는데, 후기에 와서는 인생과 현실을 비판하기도 하였다.

## 주요활동

### 저서
초기의 주옥 같은 전원시가 주류를 이룬 제1시집 《촛불》(1939)과, 역시 8 ·15광복 전의 작품을 묶은 제2시집 《슬픈 목가(牧歌)》(1947), 그 뒤 계속 《빙하(氷河)》 《산의 서곡(序曲)》 《대바람 소리》 등의 시집을 간행했다.

### 시
태양을 의논하는 거룩한 이야기는
항상 태양을 등진 곳에서만 비롯하였다.
달빛이 흡사 비오듯 쏟아지는 밤에도
우리는 헐어진 성(城)을 헤매이면서
언제 참으로 그 언제 우리 하늘에
오롯한 태양을 모시겠느냐고
가슴을 쥐어뜯으며 이야기하며 이야기하며
가슴을 쥐어뜯지 않았느냐?
그러는 동안에 영영 잃어버린 벗도 있다.
그러는 동안에 멀리 떠나버린 벗도 있다.
그러는 동안에 몸을 팔아버린 벗도 있다.
그러는 동안에 맘을 팔아버린 벗도 있다.
그러는 동안에 드디어 서른여섯 해가 지나갔다.
다시 우러러보는 이 하늘에
겨울밤 달이 아직도 차거니
오는 봄엔 분수(噴水)처럼 쏟아지는 태양을 안고

그 어느 언덕 꽃덤불에 아늑히 안겨보리라.— 꽃덤불, 해방기념시집(1946년)

## 관련시설

### 신석정고택
신석정의 고향인 전라북도 부안군 부안읍에 소재하며 1935년부터 1952년에 전주시로 이사할 때까지 거주했던 4칸 주택을 현재 전라북도의 기념물로 지정하여 보존 중이다. 인근에는 신석정의 유품 등을 소장하고 있는 석정문학관이 있다.

### 석정문학관
신석정고택 인근 부지에 지상 2층 규모로 2011년 10월 29일 개관하였으며, 5개 대표 시집, 유고 시집, 친필 원고 등을 소장한 상설전시실과 세미나실, 김종원 기증전시실 등으로 구성되었다. 현재는 부안군문화재단이 부안군의 위탁을 받아 운영 중이고, 문화행사로 2014년부터 매년 신석정문학상 및 신석정전국시낭송대회와 함께 신석정문학제를 개최하고 있다.
1. ↑  《글로벌 세계대백과사전》, 〈인명사전/한 국 인 명/ㅅ/신석정〉
2. ↑  김진방. “신석정 시인 고향에 '석정문학관' 개관”. 2023년 6월 29일에 확인함.